# Hypanthidioides luciae
Hypanthidioides luciae är en biart som först beskrevs av Urban 1993.  Hypanthidioides luciae ingår i släktet Hypanthidioides och familjen buksamlarbin. Inga underarter finns listade i Catalogue of Life.